# Autoestrada A21 (Itália)
A Autoestrada A21 é uma autoestrada da Itália que conecta Turim a Bréscia, passando por Piacenza e Alessandria. Com 238 km, é conhecida como a "Autoestrada dos vinhos" devido ao fato de que percorre zonas famosas por sua produção de Vinho. É gerida pela SATAP S.p.A. (trecho entre a capital do Piemonte e Piacenza), e pela Autostrade Centropadane (entre a cidade na Emília-Romanha e Bréscia).

## Percurso
| TORINO - BRESCIA Autostrada dei Vini | |       |      |           |                  |
| Tipo                                 | Saída | ↓km↓  | ↑km↑ | Província | Estrada europeia |
|                                      | Tangenziale Sud di Torino                                                                                         | 0     |      | TO        |                  |
|                                      | Villanova | 11    |      | AT        |                  |
|                                      | Barriera Villanova                                                                                                | 11    |      | AT        |                  |
|                                      | Area servizio "Villanova"                                                                                         | 13    |      | AT        |                  |
|                                      | Asti ovest | 32    |      | AT        |                  |
|                                      | Asti est Cuneo | 39    |      | AT        |                  |
|                                      | Area servizio "Crocetta"                                                                                          | 48    |      | AL        |                  |
|                                      | Felizzano - Quattordio                                                                                            | 52    |      | AL        |                  |
|                                      | Genova - Gravellona Toce                                                                                          | 65    |      | AL        |                  |
|                                      | Alessandria ovest                                                                                                 | 66    |      | AL        |                  |
|                                      | Alessandria est                                                                                                   | 76    |      | AL        |                  |
|                                      | Milano - Genova Tortona                                                                                           | 87    |      | AL        |                  |
|                                      | Area servizio "Tortona"                                                                                           | 91,5  |      | AL        |                  |
|                                      | Voghera | 101,3 |      | PV        |                  |
|                                      | Casteggio - Casatisma                                                                                             | 115   |      | PV        |                  |
|                                      | Broni - Stradella                                                                                                 | 127   |      | PV        |                  |
|                                      | Area servizio "Stradella"                                                                                         | 130,2 |      | PV        |                  |
|                                      | Castel San Giovanni                                                                                               | 141   |      | PC        |                  |
|                                      | Piacenza ovest | 157   |      | PC        |                  |
|                                      | Milano - Bologna Piacenza sud                                                                                     | 165   |      | PC        |                  |
|                                      | Area servizio "Nure"                                                                                              | 166   |      | PC        |                  |
|                                      | Caorso | 176   |      | PC        |                  |
|                                      | Diramazione Fiorenzuola Parma - Bologna saída somente em direção a Piacenza, entrada somente em direção a Bréscia | 181   |      | PC        |                  |
|                                      | Castelvetro Piacentino                                                                                            | 186   |      | PC        |                  |
|                                      | Area servizio "Cremona"                                                                                           | 193,0 |      | CR        |                  |
|                                      | Cremona | 194,8 |      | CR        |                  |
|                                      | Pontevico | 210,0 |      | BS        |                  |
|                                      | Manerbio | 220,3 |      | BS        |                  |
|                                      | Area servizio "Ghedi"                                                                                             | 230,4 |      | BS        |                  |
|                                      | Brescia sud Raccordo autostradale Ospitaletto-Montichiari Montichiari                                             | 233,2 |      | BS        |                  |
|                                      | Milano - Venezia                                                                                                  | 237,0 |      | BS        |                  |
|                                      | Bréscia centro | 238,3 |      | BS        |                  |
|                                      | Bréscia | 238,3 |      | BS        |                  |